# Thulium
Thuli (tên La Tinh: Thulium) là nguyên tố hóa học có ký hiệu Tm và số nguyên tử 69. Thuli là nguyên tố ít phổ biến nhất của họ Lanthan và là nguyên tố ít được tìm thấy ở dạng tự nhiên nhất trên Trái Đất. Nó là một kim loại dễ gia công với một tập hợp xám bạc sáng. Do giá cao và hiếm, thuli được dùng làm nguồn bức xạ trong các thiết bị tia X cầm tay và trong laser rắn.

## Tính chất

### Tính chất vật lý
Kim loại thulium nguyên chất có màu bạc, sáng. Nó ổn định trong không khí, nhưng cần được bảo quản tránh ẩm. Kim loại mềm, dễ uốn. Thulium có tính sắt từ ở dưới 32 K, phản sắt từ giữa 32 và 56 K và thuận từ trên 56 K.

### Tính chất hóa học
Thulium kim loại xỉn chậm trong không khí và dễ cháy ở 150°C tạo ra thulium(III) oxide:
4Tm + 3O2 → 2Tm2O3
Thulium có khả năng nhường điện tử và phản ứng với chậm với nước lạnh, và nhanh với nước nóng tạo thành thulium(III) hydroxide:
2Tm (r) + 6H2O (l) → 2Tm(OH)3 (dd) + 3H2 (k)
Thulium phản ứng với tất cả halogen. Các phả ứng diễn ra chậm ở nhiệt độ phòng, nhưng mạnh mẽ ở nhiệt độ trên 200 °C:
2Tm (r) + 3F2 (k) → 2TmF3 (r) [trắng]
2Tm (r) + 3Cl2 (k) → 2TmCl3 (r) [vàng]
2Tm (r) + 3Br2 (k) → 2TmBr3 (r) [trắng]
2Tm (r) + 3I2 (k) → 2TmI3 (r) [vàng]
Thulium dễ hòa tan trong acid sulfuric loãng tạo thành dung dịch chứa các ion Tm(III) lục nhạt, ở dạng phức [Tm(H2O)9]3+:
2Tm (r) + 3H2SO4 (dd) → 2Tm3+ (dd) + 3SO42 (dd) + 3H2 (k)
Thulium phản ứng với các nguyên tố kim loại và không kim loại khác nhau tạo thành các hợp chất hai thành phần, như TmN, TmS, TmC2, Tm2C3, TmH2, TmH3, TmSi2, TmGe3, TmB4, TmB6 và TmB12. Trong các hợp chất này, thulium thể hiện số oxy hóa +2, +3 và +4, tuy nhiên trạng thái +3 là phổ biến nhất và chỉ có trạng thái này đã được quan sát trong các dung dịch Tm.